# Second Nature (album de The Young Gods)
Pour les articles homonymes, voir Second Nature.
Albums de The Young Gods
Heaven Deconstruction
(1997) Live Noumatrouff
(2001)
Singles
1. Lucidogen
Sortie : 15 mai 2000

Second Nature est le septième album studio du groupe de rock industriel suisse The Young Gods. Il est sorti le 30 octobre 2000 sur le label Intoxygene/Ipecac Recordings.

## Historique
Cinq années se sont écoulées depuis le dernier album studio, Only Heaven et le groupe a changé de label, passant de PIAS au label français Intoxygene et américain Ipecac Recording (co-fondé par Mike Patton) pour la réédition 2003. Un nouveau batteur, Bernard Trontin, a rejoint le groupe en remplacement de Urs Hiestand .
La pré-production de cet album se fit aux TYG Studio Artamis, The Bocal et au studio des Forces Motrice de Genève. L'enregistrement se déroula au Relief Studio de Belfaux dans le Canton de Fribourg et c'est Franz Treichler qui s'attela à la production.
Cet album propose des titres plus atmosphériques, délaissant les samples de guitares (a l'exception de Lucidogen qui ouvre l'album) pour des sons plus techno, plus cosmiques, tournés vers l'expérimentation sonore.
La chanson Lucidogen sortira en single. L'album de classa à la 59e place des charts suisse.

## Liste des titres
- Musique: The Young Gods, textes par Franz Treichler

1. Lucidogen - 4:10
2. Supersonic - 4:19
3. Laisser Couler (Le son) - 5:42
4. Astronomic - 5:45
5. Attends - 4:00
6. In the Otherland - 7:33
7. Stick Around - 2:53
8. The Sound in Your Eyes - 5:57
9. Toi du Monde - 8:08
10. Love 2.7 -3:41

## Musiciens
- Franz Treichler : chant
- Al Comet : claviers
- Bernard Trontin : batterie, percussions

## Classement
| Pays                         | Durée du classement | Meilleur classement | Date             |
| ---------------------------- | ------------------- | ------------------- | ---------------- |
| Suisse (Schweizer Hitparade) | 3 semaines          | 59e                 | 12 novembre 2000 |